# Lipót Gregorovits
Lipót Gregorovits (5. listopadu 1883 Košúty – 12. prosince 1957 Ostřihom) byl římskokatolický kněz maďarské národnosti narozený na území dnešního Slovenska, kanovník, československý politik a meziválečný poslanec Národního shromáždění za maďarskou Zemskou křesťansko-socialistickou stranu.

## Biografie
Narodil se v Košútech nedaleko Galanty. Vystudoval teologii v Ostřihomi a 24. června 1907 byl vysvěcen na kněze. Nejprve působil jako kaplan v nynějším Kolárovu, v roce 1914 byl ustanoven farářem v Jelce. Později se stal mimo jiné kanovníkem v Ostřihomi (1939).
V parlamentních volbách v roce 1925 se stal poslancem Národního shromáždění. Povoláním byl podle údajů k roku 1925 farářem v obci Jóka.